# Fei-fei Li
Fei-fei Li (Pekín, 1975), quien también publica bajo el nombre de Li Fei-Fei (chino simplificado: 李飞飞 ; chino tradicional: 李飛飛 ), es profesora de ciencias de la computación en la Universidad de Stanford. Actualmente es la codirectora del Instituto de Inteligencia Artificial Centrada en la Universidad de Stanford y el Laboratorio de Aprendizaje y Visión de Stanford. Tuvo el cargo de directora del Laboratorio de Inteligencia Artificial de Stanford (SAIL), de 2013 a 2018. En 2017, fue cofundadora de AI4ALL, una organización sin fines de lucro que trabaja para aumentar la diversidad y la inclusión en el campo de la inteligencia artificial. Su experiencia en investigación incluye en inteligencia artificial(IA), aprendizaje automático, aprendizaje profundo, visión artificial y neurociencia cognitiva. Li es una de las investigadoras más prolíficas en el campo de la IA dentro de los Estados Unidos de Norteamérica. Fue la científica líder e investigadora principal de ImageNet, un conjunto de datos críticos y un proyecto de visión por computadora que dio como resultado la reciente revolución del aprendizaje profundo.

## Educación
Li emigró de China con su familia y se estableció en Parsippany-Troy Hills, Nueva Jersey. Se graduó en Parsippany High School el 1995, donde fue admitida al Salón de la Fama de Parsippany High School en 2017. Obtuvo su licenciatura en física de la Universidad de Princeton en 1999 con altos honores. Su doctorado es en ingeniería eléctrica del Instituto de Tecnología de California (Caltech) en 2005. Su supervisor de doctorado principal fue Pietro Perona, y el supervisor secundario Christof Koch, ambos profesores en Caltech en el momento de su estudio. Sus estudios de posgrado fueron apoyados por la  National Science Foundation Graduate Research Fellowship y The Paul & Daisy Soros Fellowships for New Americans.

## Carrera

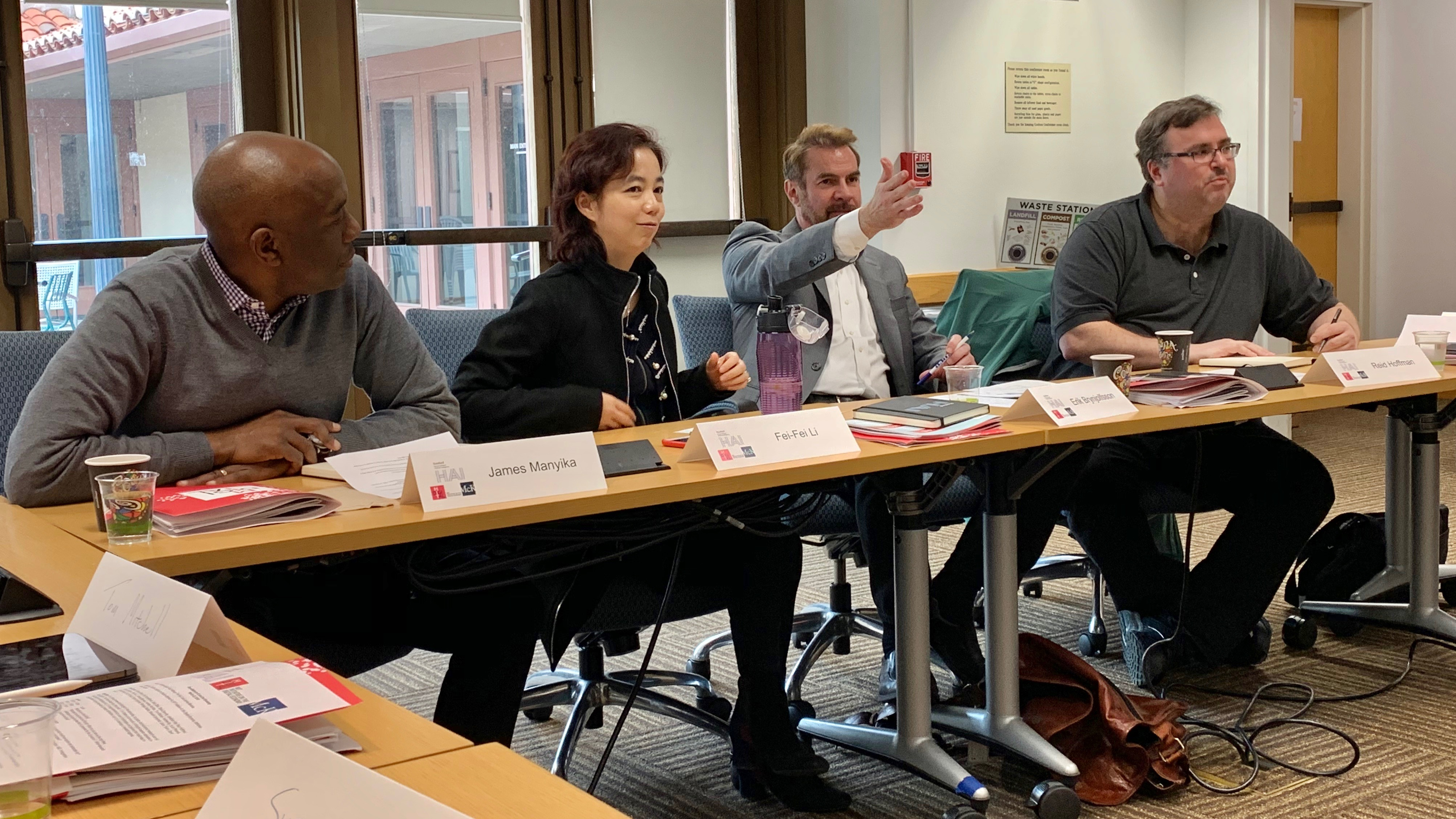
Mesa redonda de HAI sobre IA y economía en el HAI (Instituto de IA centrado en el ser humano) de Stanford.

Desde 2005 hasta agosto de 2009, Li fue profesora asistente en el Departamento de Ingeniería Eléctrica e Informática de la Universidad de Illinois en Urbana-Champaign y el Departamento de Informática de la Universidad de Princeton, respectivamente. Se unió a Stanford en 2009 como profesora asistente y fue promovida a profesora asociada con permanencia en 2012, y luego profesora titular en 2017. En Stanford, Li se desempeñó como Director del Laboratorio de Inteligencia Artificial de Stanford (SAIL) de 2013 a 2018, supervisando el crecimiento más rápido del laboratorio durante este período. Se convirtió en la Codirectora fundadora de la iniciativa a nivel universitario de Stanford: el Instituto de AI centrado en el ser humano, junto con el codirector John Etchemendy, exdirector de la Universidad de Stanford.
En su año sabático de la Universidad de Stanford desde enero de 2017 hasta el otoño de 2018, Li se unió a Google Cloud como su científica principal de AI / ML y Vicepresidenta. En Google, su equipo se enfoca en democratizar la tecnología de inteligencia artificial y en reducir la barrera de entrada para negocios y desarrolladores, incluidos los desarrollos de productos como AutoML. Regresó a la Universidad de Stanford para continuar su cátedra en el otoño de 2018.
Li también es conocida por su trabajo sin fines de lucro como cofundadora y presidenta de la organización sin ánimo de lucro AI4ALL, cuya misión es educar a la próxima generación de tecnólogos, pensadores y líderes de la IA mediante la promoción de la diversidad y la inclusión a través de los principios de la AI centrados en el ser humano. Antes de establecer AI4ALL en 2017, Li y su exestudiante Olga Russakovsky, actualmente profesora asistente en la Universidad de Princeton, cofundaron y codirigieron el programa precursor en Stanford llamado SAILORS (Stanford AI Lab OutReach Summers). SAILORS fue un campamento de verano anual en Stanford dedicado a niñas de secundaria de 9.º grado en educación e investigación de AI, establecido en 2015 hasta que cambió su nombre a AI4ALL @Stanford en 2017. En 2018, AI4ALL lanzó con éxito cinco programas de verano más además de Stanford, incluida la Universidad de Princeton, la Universidad Carnegie Mellon, la Universidad de Boston, la Universidad de California Berkeley, y la Universidad canadiense Simon Fraser.

## Investigaciones
Li trabaja en inteligencia artificial (IA), aprendizaje automático, visión artificial, neurociencia cognitiva y neurociencia computacional. Ha publicado cerca de 180 artículos de investigación revisados por pares. Su trabajo aparece en revistas de ciencias de la computación y neurociencia, incluyendo Nature, Proceedings of the National Academy of Sciences, Journal of Neuroscience, conferencia sobre Visión por Computadora y Reconocimiento de Patrones, Conferencia Internacional sobre Visión por Computadora, Conferencia sobre sistemas de procesamiento de información neural, Conferencia europea sobre visión artificial, International Journal of Computer Vision y IEEE Transactions on Pattern Analysis and Machine Intelligence.  Ha sido descrita como una pionera e investigadora de la IA que lleva «la humanidad a la IA».
Entre sus trabajos más conocidos está el proyecto ImageNet, que ha revolucionado el campo del reconocimiento visual a gran escala.
Li ha dirigido al equipo de estudiantes y colaboradores para organizar la competencia internacional en tareas de reconocimiento de ImageNet llamada ImageNet Large-Scale Visual Recognition Challenge (ILSVRC ), por sus siglas en inglés) entre 2010 y 2017 en la comunidad académica. «Muchos lo ven como el catalizador del boom de la inteligencia artificial que el mundo está experimentando hoy», según un artículo reciente de Quartz.
La investigación de Li en la visión por computadora contribuyó significativamente a una línea de trabajo llamada Natural Scene Understanding, o más tarde, Story-telling of images. Es reconocida por su trabajo en esta área por la International Association for Pattern Recognition en 2016. Ella dio una charla sobre el escenario principal de TED en Vancouver en 2015, y desde entonces ha sido vista más de 2 millones de veces.
En los últimos años, el trabajo de investigación de Fei-fei Li se amplió a AI y Healthcare, colaborando estrechamente con el Arnold Milstein en Stanford, un líder nacional reconocido que trabaja en la mejora de la prestación de asistencia médica.

## Selección de honores y premios
- 1999 Paul y Daisy Soros Fellowship para nuevos estadounidenses.[45]
- Beca de nueva facultad de investigación de Microsoft 2006.[46]
- Premio NSF CAREER 2009.[47]
- Mención honorífica al mejor artículo de 2010, Conferencia IEEE sobre visión artificial y reconocimiento de patrones (CVPR).[48]
- Compañero 2011, beca Alfred P. Sloan.[49]
- 2015 Uno de los pensadores globales líderes de 2015, Política exterior.[50]
- Premio JK Aggarwal 2016, Asociación Internacional para el Reconocimiento de Patrones (IAPR).[51]
- 2016 Uno de los 40 "Los grandes inmigrantes", Fundación Carnegie.[52][53]
- Premio WITI@UC Athena para Liderazgo Académico, Universidad de California.[54]
- 2017 Una de las siete mujeres galardonadas en tecnología, Elle Magazine.[55]
- 2018 Elegida como ACM Fellow por «contribuciones en la construcción de grandes bases de conocimiento para el aprendizaje automático y la comprensión visual».[56]
- 2018 "Las 50 mejores mujeres de América en tecnología" por Forbes.[57]
- 2018 Audiencia del Congreso de los Estados Unidos por el Subcomité de Investigación y Tecnología y el Subcomité de Energía.[58]